# Bezzia bresi
Bezzia bresi är en tvåvingeart som beskrevs av Huttel 1951. Bezzia bresi ingår i släktet Bezzia och familjen svidknott. Inga underarter finns listade i Catalogue of Life.